# One & Six
One & Six è il settimo EP del girl group sudcoreano Apink, pubblicato nel 2018.

## Tracce
1. I'm So Sick – 3:19
2. A L R I G H T – 3:27
3. Don't Be Silly – 3:48
4. Forever Star (별 그리고..) – 3:23
5. Promise Me (말보다 너) – 3:29
6. I Like That Kiss – 3:10